# CIRCLET PRINCESS
『CIRCLET PRINCESS』（サークレット・プリンセス）は、DMM GAMES開発のPCブラウザおよびスマートフォン向けゲーム。略称は『サープリ』。2019年4月18日より一般版と成年向けR18版に分けてリリース。
2020年3月31日をもってサービスを終了した。

## 概要
2017年9月23日に開催された東京ゲームショウ2017にて、DMMが手がける新作ブラウザゲームとして製作が発表された。ジャンルはカードバトルRPGに分類され、スポ根や美少女ゲームの要素が取り入れられている。スタッフには、シナリオ担当として木緒なち、音楽制作としてElements Gardenが参加しているほか、イラスト担当として100人以上のイラストレーターが起用されている。

## ゲーム内容
ゲームは基本的に、プレイヤーが「キャンディータ」と呼ばれる5人のキャラクターを使い、相手キャンディータとセミオート戦闘をしながらストーリーを進行させる流れになっている。
キャンディータは、基本ステータスを決定する「スタイル」と、固有スキルをもった「サポーターカード」を選択装備することでキャラクター性能が変化し、相性がいいと戦闘中にサポーターカードのスキルが使用可能となる。サポーターカードはマイページの「スカウト」で入手でき、入手後はマイページの「サポーター編成」内で選択を行える。同ページではカードのレベル上げに相当する「贈り物」が可能で、レベルがアップするごとにサポーターとのイベントが解放される。

## ストーリー
仮想空間とMR技術が発達し、そこから生まれたEスポーツ「サークレット・バウト」(CB)が地域の繁栄を左右する重要な要素となった未来。プレイヤーは、存続の瀬戸際に立たされた「聖ユニオン学園」の復興プロジェクト要員としてCB部のコーチに就任し、部員とともにCBの大会「プリンセスマッチ」優勝を目指すことになる。

## 登場人物
声の項はテレビアニメ版の声優。

### 聖ユニオン学園
プレイヤーが指揮するキャンディータが所属する学校。
佐々木優佳（ささき ゆうか）
声 - 長妻樹里
笠原美由紀（かさはら みゆき）
声 - 中島沙樹
黒田怜奈（くろだ れいな）
声 - 生天目仁美
相沢歩（あいざわ あゆむ）
声 - 水橋かおり
ニーナ・アヴェリン
声 - 後藤麻衣

### 黒獅子総合学園
日比野貴音（ひびの たかね）
声 - 相川奈都姫
関口サリナ（せきぐち サリナ）
声 - 平井祥恵
藤村千景（ふじむら ちかげ）
声 - 種﨑敦美
テレビアニメより登場。

### 鷹森学園
杉浦日和（すぎうら ひより）
声 - 谷口夢奈
飯田霞（いいだ かすみ）
声 - 立石めぐみ
吉野（よしの）
声 - 高柳知葉
テレビアニメより登場。

### 武蔵野急央学園
常見アキラ（つねみ あきら）
声 - 近村望実
原アリサ（はら ありさ）
声 - 丸山有香

### 星之海学院
山内クリスティ（やまうち クリスティ）
声 - 藤田彩

### 永代学園
芳村薫（よしむら かおる）
声 - 櫻井浩美

### アニメ版のキャラクター
ジークフリート/相沢誠（あいざわ まこと）
声 - 堀川りょう
MR司会
声 - 湯浅かえで

## 主題歌
「Dive into…」
作詞・歌 - 橋本みゆき / 作曲・編曲 - 母里治樹

## 漫画
ぽんこつわーくす作画による漫画作品『サークレット・プリンセス -ファースト・バウト-』が、KADOKAWAの漫画雑誌『電撃マオウ』にて2018年3月号から2019年4月号まで連載された。内容はゲーム版の前日譚となっている。
1. 2019年1月10日発売、ISBN 978-4-04-893868-6
2. 2019年3月27日発売、ISBN 978-4-04-912374-6

## 小説
木緒なち&KOMEGAMESによるライトノベル『サークレット・プリンセス 歩のユニオンCB部活動記録』が2019年1月10日に発売された。カバー・口絵イラストはsaitom、挿絵はぽんこつわーくす。ISBN 978-4-04-912128-5。

## テレビアニメ
『サークレット・プリンセス』のタイトルで、2019年1月から3月までTOKYO MX・AT-Xにて放送された。

### スタッフ
- 原作 - DMM GAMES[7]
- 監督 - 橘秀樹[7]
- 原案・シリーズ構成 - 木緒なち[7]
- キャラクターデザイン - 山吉一幸[7]
- メインキャラクター原案 - saitom[7]
- オリジナルライバルキャラクター原案 - 呉マサヒロ[7]
- ライバルキャラクター原案 - 宇都宮つみれ、ERIMO、おーじ茶、かにビーム、呉マサヒロ、シヴァ。、みぶなつき、もとみやみつき[7]
- 総作画監督 - 山吉一幸、平田和也
- プロップデザイン - 氏家嘉宏、片山敬介、中津川孝広[7]
- 美術監督 - 前田実[7]
- 美術設定 - 上野比呂美
- 色彩設計 - 水本志保[7]
- 3Dディレクター - 北村浩久
- 撮影監督 - 山口侑真[7]
- 編集 - 坪根健太郎[7]
- 音楽 - 酒井陽一[7]
- 音楽制作 - ランティス[7]
- 音響監督 - 郷文裕貴[7]
- 音楽プロデューサー - 佐藤純之介[7]
- プロデューサー - 岡田登志男、今川寛隆、吉江輝成
- アニメーション制作プロデューサー - 金子逸人[7]
- アニメーション制作 - SILVER LINK.[7]
- 製作 - サークレット・プリンセス製作委員会（bilibili、DMM pictures、バンダイナムコアーツ）[7]

### 主題歌（アニメ）
「HEAT:Moment」
橋本みゆき作詞・歌によるオープニングテーマ。作曲・編曲は黒須克彦。
「Circle-Lets Friends!」
橋本みゆき、佐咲紗花、美郷あき、CooRie、yozuca*、Minamiらによるエンディングテーマ。作詞はem:óu、作曲・編曲は黒須克彦。

### 各話リスト
| 話数   | サブタイトル             | 脚本     | 絵コンテ                | 演出     | 作画監督                                                                             |
| ------ | ------------------------ | -------- | ----------------------- | -------- | ------------------------------------------------------------------------------------ |
| 第1話  | プリンセス・ストライク   | 木緒なち | 橘秀樹                  | 小柴純弥 | 安藤香春 佐藤このみ 井本由紀 古谷梨絵 大槻南雄 八代きみこ 髙橋瑞紀                   |
| 第2話  | スターティング・マインド | 門田祐一 | 二瓶勇一                | 福多潤   | 原口渉 大槻南雄 金正男 藤井文乃                                                      |
| 第3話  | サプライズ・プレイヤー   | 木緒なち | こでらかつゆき          | 丸山由太 | 古谷梨絵 大槻南雄 若山正志 しまだひであき 服部憲知 吉田肇 正木優太 川口弘明 和田賢人 |
| 第4話  | コンプレックス・シスター | 門田祐一 | こでらかつゆき          | 安藤貴史 | STUDIO MASSKET 戯画プロダクション                                                    |
| 第5話  | ブレイキング・ダウン     | 木緒なち | 渡部高志                | 山口頼房 | 古谷梨絵 井本由紀 原口渉 大槻南雄                                                    |
| 第6話  | エクストリーム・ゲーム   | 門田祐一 | こでらかつゆき          | 小柴純弥 | 古谷梨絵 大槻南雄 若山政志 竹森由加 井本由紀 重松晋一                                |
| 第7話  | スウィート・ドリームス   | 井上美緒 | こでらかつゆき          | 福多潤   | 古谷梨絵 大槻南雄 井本由紀 原口渉 八代きみこ 平田和也 安藤春香                       |
| 第8話  | リベンジ・マッチ         | 井上美緒 | 渡部高志                | 丸山由太 | 古谷梨絵 大槻南雄 井本由紀 服部憲知 正木優太 しまだひであき 飯飼一幸 吉田肇          |
| 第9話  | ホーム・カミング         | 木緒なち | 二瓶勇一                | 板庇迪   | 古谷梨絵 大槻南雄 井本由紀 原口渉 竹森由加 若山政志                                  |
| 第10話 | エボリューション・ガール | 門田祐一 | 渡部高志 こでらかつゆき | 山口頼房 | 井本由紀 大槻南雄 古谷梨絵 原口渉 丸山大勝 八代きみこ 服部憲知                       |
| 第11話 | グランド・ファイナル     | 門田祐一 | 渡部高志 こでらかつゆき | 福多潤   | 井本由紀 大槻南雄 古谷梨絵 原口渉                                                    |
| 第12話 | サークレット・プリンセス | 木緒なち | 渡部高志 こでらかつゆき | 丸山由太 | 井本由紀 大槻南雄 古谷梨絵 原口渉 服部憲知 しまだひであき 飯飼一幸                   |

### 放送局
| 放送期間                | 放送時間           | 放送局   | 対象地域 | 備考                      |
| ----------------------- | ------------------ | -------- | -------- | ------------------------- |
| 2019年1月8日 - 3月26日  | 火曜 23:00 - 23:30 | TOKYO MX | 東京都   |                           |
| 2019年1月10日 - 3月28日 | 木曜 21:00 - 21:30 | AT-X     | 日本全域 | CS放送 / リピート放送あり |

| 配信開始日    | 配信時間           | 配信サイト |
| ------------- | ------------------ | --- |
| 2019年1月10日 | 木曜 22:00 - 22:30 | AbemaTV |
| 2019年1月13日 | 日曜 22:00 更新    | dアニメストア GYAO!ストア バンダイチャンネル FOD ニコニコチャンネル Amazonプライム・ビデオ Hulu HAPPY!動画 ビデオマーケット Rakuten TV ひかりTV あにてれ |
| 2019年1月14日 | 月曜 0:00 更新     | ビデオパス milplus J:COMオンデマンド |
|               | 月曜 10:00 更新    | DMM.com |
|               | 月曜 12:00 更新    | U-NEXT アニメ放題 |

### BD
| 巻      | 発売日        | 収録話          | 規格品番  |
| ------- | ------------- | --------------- | --------- |
| バウト1 | 2019年4月26日 | 第1話 - 第3話   | DMPXA-028 |
| バウト2 | 2019年5月31日 | 第4話 - 第6話   | DMPXA-029 |
| バウト3 | 2019年6月28日 | 第7話 - 第9話   | DMPXA-030 |
| バウト4 | 2019年7月26日 | 第10話 - 第12話 | DMPXA-031 |